# Dia de Star Wars
O Dia de Star Wars é um dia comemorativo informal celebrado anualmente em 4 de maio em homenagem a franquia Star Wars criada pelo cineasta George Lucas. A observância do dia se espalhou rapidamente pela internet e mídias sociais e por celebrações populares desde o começo da franquia em 1977.
A data originou-se do trocadilho "May the Fourth be with you" (lit.  "Que o quatro de maio esteja com você") com o bordão de Star Wars "May the Force be with you" (lit.  "Que a Força esteja com você"). Apesar da celebração não ter sido criada ou declarada pela Lucasfilm, muitos fãs de Star Wars optaram por comemorar o dia. Desde então, ele foi adotado pela Lucasfilm e pela Walt Disney Company como uma celebração anual de Star Wars.
A data de lançamento do Star Wars original, 25 de maio de 1977, é comemorada por alguns como o Dia do Orgulho Nerd.

## 4 de maio
O 4 de maio é considerado um feriado por fãs de Star Wars para celebrar a cultura de Star Wars e honrar os filmes. O dia é chamado de Dia de Star Wars por causa da popularidade de um trocadilho com o modo de chamar esse dia em inglês.
Como a frase "May the Force be with you" (em português, "Que a Força esteja com Você") é uma citação famosa muitas vezes falada nos filmes de Star Wars, os fãs comumente dizem "May the fourth be with you" (em português, "Quatro de maio esteja com você") neste dia. Com isso, pode-se notar que o trocadilho apenas funciona em inglês, ficando sem sentido em português.
Os fãs atuais de Star Wars não foram os primeiros a introduzir a frase "May the fourth be with you": quando Margaret Thatcher foi eleita a primeira mulher como Primeiro-Ministro da Grã-Bretanha em 4 de maio de 1979, seu partido colocou um anúncio no The London Evening News que dizia "May the Fourth Be with You, Maggie. Congratulations". Esta frase também foi registrada no Hansard do Parlamento do Reino Unido.
Em uma entrevista de 2005 para o canal N24 de notícias da TV alemã, foi pedido ao criador de Star Wars, George Lucas, que ele falasse a famosa frase "Que a Força esteja com você." O intérprete simultaneamente interpretou a frase em alemão como Am 4. Mai sind wir bei Ihnen ("We shall be with you on May 4", em português, "Vamos estar com você em 4 de maio"). Isso foi captado pela TV Total e foi ao ar em 18 de maio de 2005.
Em 2011, a primeira celebração organizada do Dia de Star Wars aconteceu em Toronto, Ontário, Canadá no Cinema Subterrâneo de Toronto. As festividades incluíram um Game Show de Trivia sobre a Trilogia Original; um concurso de fantasias com os jurados composto por celebridades; e a exibição em tela grande dos melhores filmes, mash-ups, paródias, e remixes da web. A segunda edição anual aconteceu na sexta-feira, 4 maio de 2012.

## 25 de maio
O Conselho da Cidade de Los Angeles declarou 25 de maio de 2007, como Dia de Star Wars, em homenagem à data de lançamento em 1977 de Star Wars - Episódio IV: Uma Nova Esperança. Uma iniciativa separada ao se observar que o Dia do Orgulho Nerd em 25 de maio, é baseado na conexão e laços de Star Wars com o O Guia do Mochileiro das Galáxias e Discworld.